# 289
Спільне правління імператора Діоклетіана і Максиміана у Римській імперії. У Китаї править династія Західна Цзінь, в Японії триває період Ямато, в Індії період занепаду Кушанської імперії, у Персії править династія Сассанідів.
На території лісостепової України Черняхівська культура. У Північному Причорномор'ї готи й сармати.

## Події
- Імператор Діоклетіан здобуває низку перемог на Дунаї над сарматами і отримує додаток до свого імені Sarmaticus Maximus.
- Спроба Максиміана переправитися через Ла-Манш і покарати узурпатора Караузія завершилася невдало через погані погодні умови.

## Народились
- Флавія Максима Фауста